# Norrlands trädgårdsskola

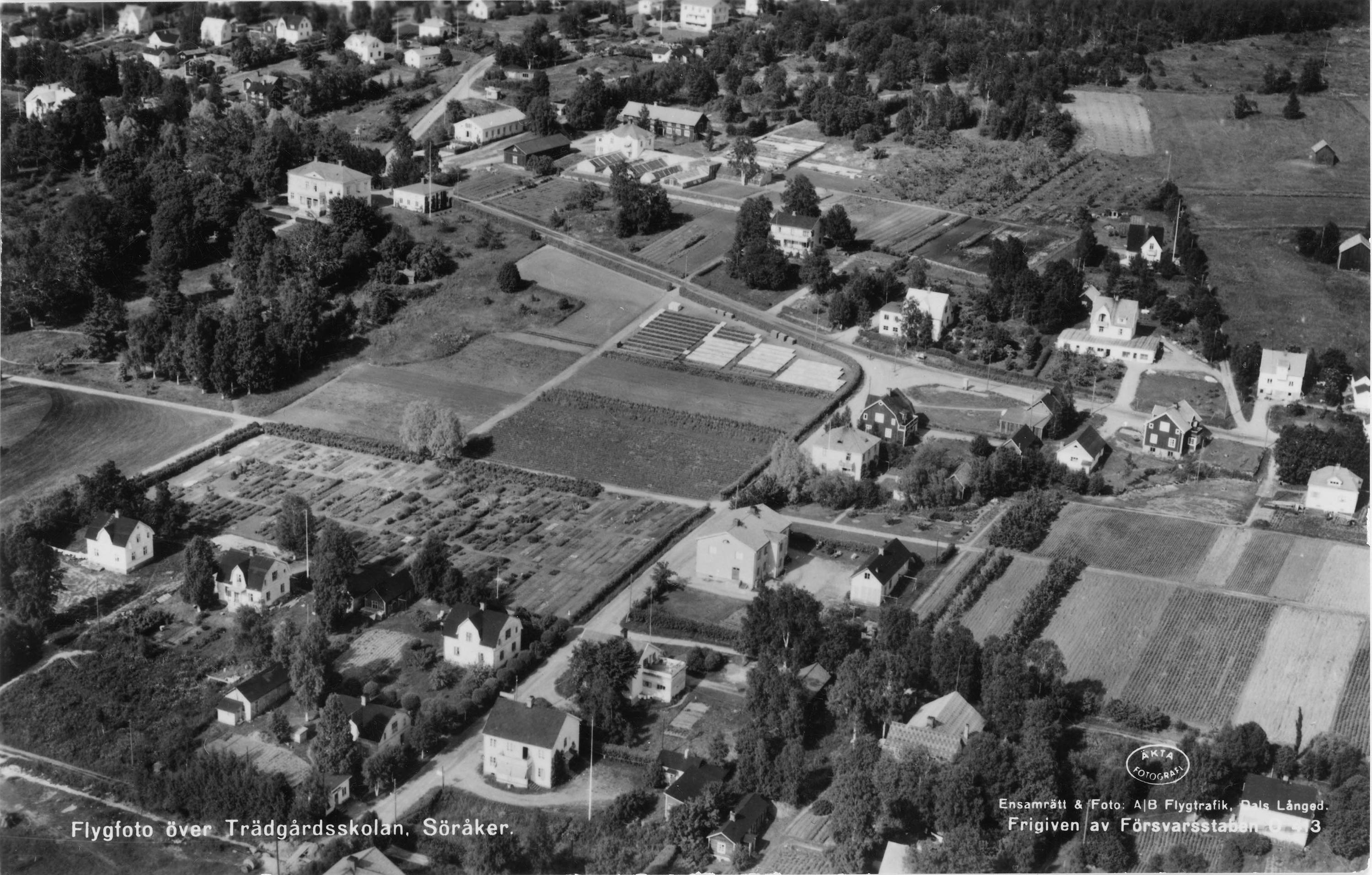
Flygbild över Norrlands trädgårdsskola med omgivningar i Söråker, omkring 1960.

Norrlands trädgårdsskola var en trädgårdsmästarutbildning som inledningsvis bedrevs i Härnösand, och från 1931 i Söråker i Medelpad. 
I december 1909 beslutade Sveriges riksdag att stödja och ta kontroll över tre trädgårdsskolor: en i södra, en i mellersta och en i norra Sverige. I mellersta Sverige fanns sedan länge en trädgårdsskola i Adelsnäs med gott renommé, som därför fick uppdraget. I södra Sverige förlades skolan i Alnarp och i norra Sverige i Härnösand där en trädgårdsskola drivits sedan slutet av 1800-talet utifrån ett privatinitiativ.
År 1931 flyttades Norrlands trädgårdsskola till Söråker. Industrimannen Seth Kempe hade då donerat Söråkers Herrgård samt en kontant summa till svenska staten, för att skolan skulle kunna bedriva sin verksamhet där. I mitten av 1950-talet förändrades utbildningen från en praktisk inriktning på två år, till en mer teoretisk ettårig utbildning. Inledningsvis hade de fem norrländska hushållningssällskapen huvudmannaskapet för skolan, men verksamheten gick med betydande underskott varför landstinget i Västernorrlands län övertog ledningen 1948. I början av 1960-talet utexaminerades årligen 11–12 elever, och skolan hade två ämneslärare, tre timlärare, två trädgårdsmästare och en rektor. Verksamheten i Söråker pågick fram till mitten av 60-talet.